# Gashanga-See
Der Gashanga-See liegt im Distrikt Bugesera in der Ostprovinz von Ruanda.

## Geographie
Der Gashanga-See hat eine Fläche von 2,3 km² und eine mittlere Tiefe von 3,0 m. Er ist Teil einer in einem Sumpfkomplex gelegenen Seengruppe, die sich auf einer mittleren Höhe von 1360 m befinden. Östlich des Gashanga-Sees verläuft der Nyabarongo von Nordwesten nach Südosten. In einer Entfernung von 4,8 km westlich des Sees befindet sich der Stand 2024 noch im Bau befindliche Bugesera International Airport. Die Nordseite des Sees gehört zum Juru- und die Südseite zum Rilima-Sektor des Distrikts Bugesera.

## Fauna
Im See gibt es Krokodile.

## Wirtschaft
Der Gashanga-See wird für die Fischerei genutzt. 1975 lag die jährliche Fangmenge bei rund 30 Tonnen. An den Ufern wird Landwirtschaft betrieben.